# 秋葉杜紫
秋葉 杜紫（あきは とし、AKIHA Toshi、1931年〈昭和6年〉12月13日 - 2018年〈平成30年〉12月12日）は、日本の現代水墨画家。現代水墨画創始者。女性日本画家。

中央公論画廊にて墨画展を皮切りに国内外で活躍。小山富士夫、河北倫明、谷川徹三等、著名人から多くの評価を得た。 
趣味はピアノ、声楽、東洋古陶磁研究。

## 人物略歴
大阪府大阪市に生まれる。
1957年（昭和32年）に25才で女子美術大学に入学。1961年（昭和36年）に女子美術大学日本画科卒業。卒業後は1962年（昭和37年）1月から1968年（昭和43年）まで愛知県立保育専門学校にて講師を務める。
1965年（昭和40年）春には中央公論画廊（丸の内）にて主に掛軸の個展を開催した。
1966年（昭和41年）10月1日から1968年（昭和42年）3月まで済美高等学校美術科にて教諭。
1965年（昭和40年）11月に 中国古陶磁器研究のため中国に1か月滞在。1968年（昭和43年）春に渡仏し、フランス・パリを活動拠点とする。
1969年（昭和44年）秋に東京銀座 松屋デザインギャラリーにて墨画個展を開催。哲学者谷川徹三（詩人 谷川俊太郎の父）先生の推薦文「鎌倉の小山富士夫さんのところを訪ねて、閑談してるうちに壁間にみなれぬ墨画の小品の掛かっているのが目についた。どこかに心を惹くものがあった（中略）その画面には、どこかに言いがたい古格がある。墨色も悪くないし、線もなかなか強い。」。
1970年（昭和45年）に岡山天満屋にて墨画個展を開催。再びフランス パリに33日滞在し世界旅行ののち、1970年（昭和45年）から1971年（昭和46年）夏までアメリカ・サンフランシスコに1年滞在。
1971年（昭和46年）アメリカ・サウサリートのカーチス邸にて墨画個展を開催。1973年神奈川県藤沢市に住む。
2018年（平成30年）12月、神奈川県平塚市にて逝去。享年86（満85歳）。

## 人物像
秋葉杜紫 随想録、個展自己紹介文より抜粋

「『空』（般若心経）私にとってこの一字に尽きる、この一字で救われる。『空』『無』が描きたい。無限の宇宙観これが水墨画の本来だ。水墨画が最も適している表現は、宇宙的、空間表現だ。従って、水墨画と言えばまず山水である。大自然の水分の表現がふんだんに生かせる。霧、霞、雨、空中の水蒸気、ぼーとした無限に広がる空間。余分なものは、はっきり見えぬ方がよい。水墨画は、ああだこうだの説明を好まない。びょうぼうと広がる深い空間、これぞ水墨画の世界だ。」

## 主な受賞歴
- 1972年（昭和47年） - 日本 シェル美術賞受賞
- 1976年（昭和51年） - フランスアカデミー・デ・ボーザール賞受賞（受賞作品：【地平線】）
- 1976年（昭和51年） - フランス ソワール賞受賞（受賞作品：【地平線】）
- 1976年（昭和51年） - 第2回 日仏現代美術展 日本画部 一等（受賞作品：【地平線】）
- 1977年（昭和52年） - 第3回 日仏現代美術展 大賞受賞（受賞作品：【幻想山水】）
- 1977年（昭和52年） - フランス クリティック賞 受賞（受賞作品：【幻想山水】）
- 1981年（昭和56年） - フランス クリティック賞 受賞（受賞作品：【東山水上行】）
- 1981年（昭和56年） - ホアンミロ財団 国際デッサンコンクール（パリ国際サロン）入選優秀選抜 ポルトガル巡回展・銀座展
- 1983年（昭和58年） - フランス ソワール賞 受賞（受賞作品：【一琴一鶴（霊樹）】）
- 1983年（昭和58年） - 日本スペイン現代絵画 トリエンナーレバルセロナ展 優秀賞受賞
- 1983年（昭和58年） - ホアンミロ財団 国際デッサンコンクール（パリ国際サロン）入選優秀選抜 ポルトガル巡回展・銀座展
- 1984年（昭和59年） - ホアンミロ財団 国際デッサンコンクール（パリ国際サロン）入選優秀選抜 銀座展
- 1984年（昭和59年） - 日中国際美術展日本代表 桂林にて市長より賞状授与
- 1984年（昭和59年） - ウィーン国際親善美術展ウイーン市長賞受賞（受賞作品：【月光】）シェーンブルン宮殿にて市長より賞状授与
- 1985年（昭和60年） - 日米親善美術展 シアトル市長賞 受賞（受賞作品：【孤高の鳥】）市長より賞状授与、記念品贈呈
- 1986年（昭和61年） - ポルトガル親善展 リスボン市長賞 受賞（受賞作品：【】（軸））賞状授与、メダル贈呈
- 1987年（昭和62年） - 西ドイツ親善展 ハノーバー市長賞 受賞（受賞作品：【寿の花】（軸装））
- 1987年（昭和62年） - アンギャンレバン展 市長より賞状、メダル授与
- 1988年（昭和63年） - スイス国際展ベルン州インターラーケン（作品：【空気】）市長より賞状とメダル授与
- 1989年（平成元年） - 現代日本代表作家米国テネシー展 大賞受賞（作品：【テネシーに捧げる詩】）テネシー大学に収蔵
- 1989年（平成元年） - モナコ親善小品展（作品：【牡丹】（色紙））市長より賞状と記念品授与 パリ展
- 1989年（平成元年） - 第1回サロングランプリ展（作品：【流水】）
- 1990年（平成2年） - イギリス ミドゥルスブロ市長賞受賞
- 1990年（平成2年） - カナダ美術賞展ケベック日本代表作家ルサロン91招待賞受賞（作品：抽象画50号F）カナダ学士院に収蔵
- 1991年（平成3年） - 第17回日仏現代美術展 フランスクリティック賞受賞（受賞作品：【天翔る】）
- 1991年（平成3年） - フランス官展ルサロン（仏芸術家協会）91金メダル受賞（作品：【幽玄】100M）※還暦誕生日に決まったらしい。
- 1992年（平成5年） - サロングランプリ展
- 2006年（平成 年） - 仏日トリコロール芸術ワインラベル展 大賞受賞
- 2008年（平成 年） - 仏日トリコロール芸術ワインラベル展 大賞受賞
- 2008年（平成 年） - パリ・カンヌ国際芸術大賞受賞
- 2008年（平成 年） - ヴィンセント・ヴァン・ゴッホ生誕155周年記念芸術大賞受賞
- 2008年（平成 年） - Art as Art  芸術の祭典 in 長崎 長谷川栄特別最優秀作家大賞受賞

## 主な出展歴
- 1978年（昭和53年） - 第4回 日仏現代美術展 招待（招待作品：【蘭】）
- 1979年（昭和54年） - 第5回 日仏現代美術展 招待（招待作品：【白梅華】（掛軸））
- 1979年（昭和54年） - シェル年代受賞作家展 招待（招待作品：【飛鳳】）
- 1981年（昭和56年） - 第7回 日仏現代美術展 特別招待（招待作品：【東山水上行】）
- 1983年（昭和58年） - 第9回 日仏現代美術展 招待（招待作品：【一琴一鶴（霊樹）】）
- 1984年（昭和59年） - 第10回 日仏現代美術展 無監査出品（招待作品：【月光】）
- 1985年（昭和60年） - オランダ美術賞展 オランダ・リンバーグ州州立造形想像センターに作品収蔵
- 1986年（昭和61年） - 第20回モンテカロ国際現代美術展出品（作品：【月光】（軸装））
- 1986年（昭和61年） - カナダモントリオール日本芸術祭出品 コンプレックスジャルダンにて
- 1987年（昭和62年） - メキシコ美術賞展 国立美術院にて
- 1987年（昭和62年） - 現代日本絵画代表作家展（作品：【白梅華】【宇宙の華】（軸装））西ドイツ・アーヘン及びハインスベルグ、ベルギー・ベリンゲン、オランダ・マーストリヒト
- 1987年（昭和62年） - 欧美画廊にて油絵個展
- 1987年（昭和62年） - 第13回日仏現代美術展 代表 国内展 招待（招待作品：【紅梅華】）
- 1988年（昭和63年） - ソ連美術賞展 ソ連国立ノボシビルスク美術館に収蔵（【地平線】50）
- 1989年（平成元年） - 韓中日国際展 招待 賞状と図録 韓国国際文化協会・韓国文化芸術研究会に収蔵
- 1989年（平成元年） - スペイン美術賞展バルセロナ
- 1989年（平成元年） - 第15回 日仏現代美術大賞作家展 15周年記念展 招待
- 1990年（平成2年）8月27日-9月2日 - ポールアンビーユを囲む俊英作家展（作品：【深山幽谷】）銀座アートホール
- 1990年（平成2年） - 第16回 日仏現代美術展 招待（招待作品：【女王鳥】）
- 1990年（平成2年） - アジア国際美術展ソウル（寄贈作品：【梅華】タイトル無）韓国国際文化協会・韓国文化芸術研究会に収蔵
- 1991年（平成3年） - 第17回 日仏現代美術展 招待（招待作品：【天翔る】50号F）
- 1991年（平成3年） - ペルー美術賞展リマ市リマ美術館（作品：【流水】）
- 1991年（平成3年） - アジア国際美術展ソウル（寄贈作品：【梅】）韓国国際文化協会・韓国文化芸術研究会に収蔵
- 1992年（平成4年） - 第18回 日仏現代美術展 招待（招待作品：【ラプソディ翔】60号）
- 1993年（平成5年） - 第19回 日仏現代美術展 招待（招待作品：【ハ短調 夕映のアリア】50F）
- 1994年（平成6年） - 第20回 日仏現代美術展 招待（招待作品：【ハ短調 交響詩 永遠】80号P）

## 批評
美術評論家 長谷川栄氏
2008年（平成20年） - Art as Art  芸術の祭典 in 長崎 長谷川栄特別最優秀作家大賞受賞にて

「ダッシュの利いた簡潔直裁な線で宇宙や生命を象徴表現する秋葉方程式による現代水墨画は、技法を超越し、悟境の心で描かれている。作品の背景には禅思想や般若心経「空」の思想があり見るものを邃深な世界に引き込む。スケールの大きなそして端雅な象徴性をもち、さらに幽寂な現代的感覚を併せもつ妖艶な表情は見る者を限りなく酔わせて止まない。」

美術評論家 朝日晃氏
1973年（昭和48年） - 新鋭選抜展出品（作品：【幻想山水】）にて
論評『求美 1973年 no.14 冬 特集=無所属作家 その意義と作品価値』朝日晃氏が「人生の」と代して掲載。

## 会員
- 1981年-1982年 JIAS日本国際美術家協会（創立2年目に脱退）
- 1984年 国際美術審議会会員
- 1989年-1990年 国際美術審議会ピカソ美術館協会特別名誉会員（1年で脱退）
- 1994年 ベルギーアカデミーデザールコントンポラン正会員

## 個展
- 中央公論社画廊
- 銀座松屋百貨店
- 岡山天満屋百貨店
- 姫路山陽百貨店
- 松山プランタン
- 平塚市美術館
- アメリカ サウサリート カーチス邸

## 作品収蔵
- アメリカ テネシー大学
- カナダ カナダ学士院
- オランダ リンバーグ州立造形創造センター（マーストリヒト市）
- カナダ モントリオール市立日本庭園美術館（1989年収蔵）
- ロシア ノボシビルスク国立美術館
- 韓国 韓国国際文化協会・韓国文化芸術研究会

## 画集・図録
- 『現代日本の水墨 vol.1 Ink Painting』出版社 株式会社美術年鑑社
- 『求美 1973年 no.14 冬 特集=無所属作家 その意義と作品価値』出版社 株式会社求美
- 『国際美術年鑑』セルマディラス社
- 『日本の美術 水墨画』2002年出版 株式会社美術年鑑社